# 仇遠
仇遠（1247年—1327年），字仁近，一字仁父，錢塘（今浙江杭州）人，因居住在餘杭溪上之仇山，自號近村、山村、山村民，人稱山村先生，宋末元初文學家、書法家。著有《金淵集》六卷、《山村遺集》、《批註唐百家詩選》、《無絃琴譜》二卷，楷書上學歐陽詢，行書、草書也善長，有《贈莫景行詩文卷》書法等傳世。門下有張翥、張雨等學生。

## 生平
南宋咸淳年間，仇遠以詩聞名，與白珽並稱，時人稱仇白。
景炎三年（1278年）仇遠書贈《三十八首律詩》（仇遠行書自書詩卷）給其友盛彪 ，此詩收錄於《元詩紀事》卷七、《元詩選》（該詩卷為仇遠存世真蹟中唯一的長篇作品）。同年，僧人楊璉真伽掘宋高宗等宋朝皇帝六陵，仇遠會同當時詞人周密、張炎、王沂孫、李彭老、李居仁、王易簡、馮應瑞、唐藝孫、呂同老、陳恕可、唐鈺、趙汝鈉及無名氏（夏承燾在《樂府補題考》中認為是王英孫），共十四人，以《天香》、《水龍吟》、《摸魚兒》、《齊天樂》、《桂枝香》五調，咏龍涎香、白蓮、蓴、蟬及蟹五物，詞作抒發亡國之痛，集成《樂府補題》，共三十七首詞作。
至元年間，擔任溧陽州儒學教授。後改任寶慶路教授，但仇遠不願赴任，於是改任將仕郎、杭州路總管府知事。
至元二十二年（1285年），仇遠、張楧、曹良史、趙與東和道士王福緣聚集在方回的寓樓，以「西湖客，北海樽」嵌入詩中，各賦五言一首。
至元二十四年（1287年），仇遠參加吳渭主持的月泉吟社 ，以《舂日田園雜興》得四十四名。

## 生卒年考證

### 生年
姜亮夫撰《歴代人物年里碑傳綜表》（香港：中華書局，1961年），認為仇遠生於景定二年辛西（1261年），約六十餘歲。夏承燾撰《唐宋詞人年譜·周草窗年譜》(上海：上海古籍出版社，1979年），也認定仇遠生於宋理宗景定二年（1261年）。
根據《金淵集》自註：淳祐丁未亦旱，余始生。由此可推定生年，鄭騫《景午鼗編》，（台北：台灣中華書局，1972年)，亦考證仇遠生於宋理宗淳祐七年（1247年）。潘柏澄《史原》，第六期（1979年），也認為仇遠當生於宋理宗淳祐七年（1247年），蕭鵬《周草窗年譜》補辨，也考証仇遠當生於淳祐七年（1247年）。

### 卒年
仇遠的卒年，除了鄭騫考證為卒於元泰定四年（1327年）前後外，郭味蕖《宋元明清書畫家年表》（香港：邵華文化服務社出版，1956年）考證仇遠卒於元泰定四年（1327年）。

## 作品
| 類別 | 作品名稱           | 備註   |
| ---- | ------------------ | ------ |
| 史類 | 《稗史》一卷       |        |
| 集類 | 《山村遺集》一卷   |        |
| 集類 | 《金淵集》六卷     |        |
| 集類 | 《無絃琴譜》二卷   |        |
| 集類 | 《樂府補題》一卷   |        |
| 集類 | 《批註唐百家詩選》 | 己散佚 |
| 集類 | 《式古堂書畫彙考》 | 己散佚 |

現存《山村遺集》、《金淵集》均是散佚後，經後人再編輯版本。
仇遠《稗史》中將蛇莓誤當成蛇繆草，說有五葉或七葉，又闡述民間傳說誤食會喪命，但其實並不會。

## 評價
- 錢惟善：詩窮八十年，江海正淒然。《山邨輓詞》[14]
- 戴表元：余驚其多而服其善，羨其敏而敬其密。《仇仁近詩序》[4]
- 袁裒：況君意氣凌雲高。《送仇仁父分教溧陽兼寄張仲實》[15]
- 方回：寄來詩卷了無塵，想見家貧道不貧，真復遠追前輩味，頗驚頓異去來人。《次韻仇仁近有懷見寄十首》